# Berberis rotundifolia
Berberis rotundifolia ist eine Pflanzenart aus der Familie der Berberitzengewächse (Berberidaceae). Sie stammt aus Chile. Die Beschreibung der Art wurde 1838 von Eduard Friedrich Poeppig und Stephan Ladislaus Endlicher in Nova Genera ac Species Plantarum quas in Regno Chilensi Peruviano... veröffentlicht.

## Beschreibung
Berberis rotundifolia ist ein Strauch, der Wuchshöhen von bis zu 1,5 Meter erreicht. Die Rinde junge Zweige sind glatt, hell rötlich-braun oder gelblich, mit zunehmendem Alter grau werdend. Die Dornen sind sternförmig und die drei bis sieben Dornäste werden 2 bis 15 Millimeter lang.
Die leicht ledrigen, sitzenden bis gestielten Laubblätter sind spitz bis abgerundet, rundlich, elliptisch bis eiförmig oder verkehrt-eiförmig, 1,5 bis 5 Zentimeter lang und 0,6 bis 4 Zentimeter breit. Das Blatt ist meist ganzrandig oder mit wenigen weichen Stacheln besetzt. Der Blattstiel kann bis 4,5 Zentimeter lang werden.
Der kurze, doldige oder traubige Blütenstand ist 1 bis 4 Zentimeter lang und setzt sich aus sieben bis zwölf Blüten zusammen. An 4 bis 12 Millimeter langen Blütenstielen stehen die kleinen, zwittrigen Blüten, die einen Durchmesser von etwa 4 Millimeter besitzen. Es sind 11 bis 14 Blütenhüllblätter vorhanden.
Die blaue bis purpurfarbene Frucht ist kugelförmig und 6 bis 7 Millimeter lang und enthalten gewöhnlich fünf dunkle Samen, die ungefähr 4 Millimeter lang sind.
Berberis rotundifolia blüht in ihrer Heimat von November bis Januar, sie fruchtet von Januar bis März.

## Vorkommen
Diese Art ist im mittleren Chile beheimatet und ist ein Endemit in den Regionen Región del Maule südwärts bis zur Región de los Lagos. Es ist ein Unterholz in Südbuchen-Wäldern.

## Synonyme
Für Berberis rotundifolia gibt es verschiedene Synonyme:
- Berberis philippii Ahrendt
- Berberis polymorpha Phil.
- Berberis umbellata Phil.